# لوري كاسيدي
لوري كاسيدي (بالإنجليزية: Laurie Cassidy)‏ (10 مارس 1923 بمانشستر في المملكة المتحدة - 1 نوفمبر 2010 في المملكة المتحدة) هو لاعب كرة قدم بريطاني (وحمل سابقاً جنسية المملكة المتحدة لبريطانيا العظمى وأيرلندا) في مركز مهاجم داخلي. لعب مع أولدهام أثلتيك ومانشستر يونايتد.

## وصلات خارجية
- لوري كاسيدي على موقع عالم كرة القدم.نت (الإنجليزية)